# Osttiroler Viergesang
Der Osttiroler Viergesang war ein österreichisches Männergesangsquartett. 
1974 von Josef Oberwalder gegründet, widmete sich der Osttiroler Viergesang anfänglich vor allem der Erhaltung und Förderung traditioneller und neuer geistlicher Volkslieder. Später beschäftigte sich das Quartett mit Balladen, Scherzliedern und Evergreens. Internationale Anerkennung fanden die Interpretationen von Franz Schuberts Männerquartetten. Zahlreiche Konzerttourneen, Fernsehauftritte und Rundfunkaufnahmen führten den Osttiroler Viergesang durch Österreich, Deutschland, Polen, Italien und Israel. In seinem 24-jährigen Bestehen produzierte das Quartett 11 Tonträger, darunter zwei mit Werken von Franz Schubert.